# Тереза Португальська (королева Леону)
Тере́за Сáнчес Португальська (порт. Teresa Sanches de Portugal;  4 жовтня 1176 — 18 червня 1250) — португальська інфанта, королева Леону (1191—1995). Представниця португальського Бургундського дому. Народилася в Коїмбрі, Португалія. Старша донька португальського короля Саншу І й арагонської інфанти Дульси. Сеньйора замку і поселення Монтемор-у-Велю (з 1211). Дружина леонського короля Альфонсо IX (1191—1995). Після визнання церквою шлюбу недійсним, мешкала в бенедиктинському Лорванському монастирі, який перетворила на жіночу цистеріанську обитель. У 1211—1216 роках разом із сестрами Саншею та Мафалдою безуспішно воювала проти свого брата і португальського короля Афонсу ІІ. 1223 року повернула собі частину доходів за правління Саншу ІІ. 1230 року сприяла сходженню на леонський трон Фердинандо ІІІ. Прийняла чернечі обітниці (1230). Решту життя провела у Лорванському монастирі, де й була похована. Беатифікована 1705 року римським папою Климентом XI. День вшанування — 17 червня. Також — Тереза Португальська (порт. Teresa de Portugal), королева-інфанта Тереза (порт. Infanta-Rainha Teresa), блаженна Тереза (порт. Beata Teresa).

## Біографія
Тереза народилася 1175 або 1176 року в Коїмбрі, в родині португальського короля Саншу І та королеви Дульси, доньки барселонського графа Рамона-Беренгера IV та арагонської королеви Петроніли. Дівчина була першою дитиною і старшою донькою в сім'ї. Її сестрою була Санша; братом — Афонсу ІІ, майбутній король Португалії. 
1191 року Тереза вийшла заміж за леонського короля Альфонсо IX. Вона народила йому 3 дітей: 2 доньок та сина Фернандо (спадкоємця леонського престолу до 1214 року). Проте 1195 року Святий Престол визнав шлюб Альфонсо з Терезою незаконним, оскільки вони були двоюрідними братом і сестрою. Екс-королева повернулася до Португалії й оселилася в бенедиктинському Лорванському монастирі. Тереза перетворила його на жіноче цистеріанське абатство, де мешкало 300 монахинь. Її чоловік одружився вдруге із Беренгарією Кастильською, однак і цей шлюб Церква визнала недійсним через те, що обидва були кузенами.
1211 року, внаслідок смерті батька Саншу І, Тереза та її сестри отримали за його заповітом значні володіння у Центральній Португалії, а також титули «королев». Тереза стала господаркою замку Монтемор-у-Велю, сеньйорою прилеглого поселення і маєтку. Її брат і новий португальський король Афонсу ІІ розпочав із сестрами міжусобну війну, боючись розколу держави на феодальні уділи, частина з яких могла перейти кастильським дітям Терези. На боці останньої виступав брат-інфант Педру та колишній чоловік, леонський король Альфонсо IX. 1216 року конфлікт залагодили за посередництва римського папи Іннокентія ІІІ — Тереза й сестри відмовилися від королівських титулів, визнали брата своїм сюзереном в обмін на грошові компенсації, а свої замки  передали лицарсько-чернечим орденам. Після смерті Афонсу ІІ в 1223 році вони уклали із його наступником і сином Саншу ІІ вигідний договір. За його умовами Тереза та сестри повернули собі дохід із земель, заповіданих батьком, а також отримали щорічне утримання, розміром у 4000 золотих. 
Після смерті Альфонсо IX в 1230 році спалахнула суперечка за престолонаслідування між його дітьми від різних дружин. Тереза підтримала Фердинандо ІІІ, старшого сина Беренгарії, й дозволила йому посісти леонський трон. Після цього вона повернулася до Лорванського монастиря, прийняла повні чернечі обітниці й прожила решту життя як монахиня. 1229 року в ньому вона поховала свою сестру Саншу.
18 червня 1250 року Тереза померла у своєму монастирі, де й була похована. 13 грудня 1705 року римський папа Климент XI видав буллу Sollicitudo Pastoralis Offici, якою беатифікував покійну та її сестру Саншу.

## Сім'я

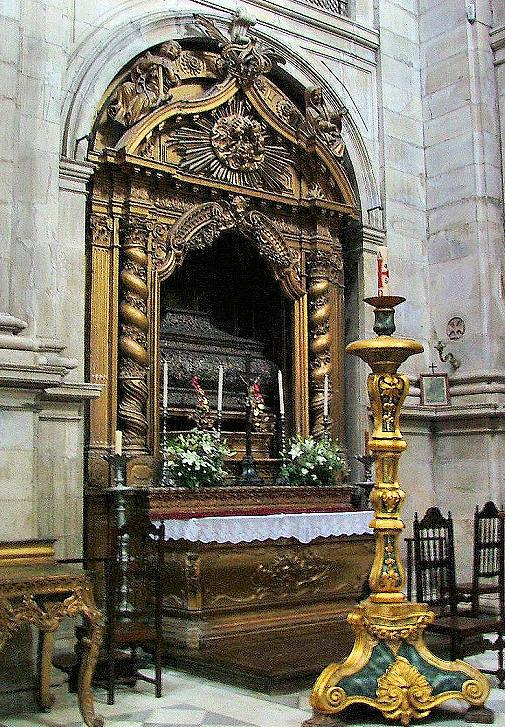
Гробниця Терези в церкві Лорванського монастиря.

- Батько: Саншу І (1154—1211) — король Португалії.
- Матір: Дульса (1160—1198) — донька барселонського графа Рамона-Беренгера IV
- Чоловік: Альфонсо IX (1171—1230) — король Леону (1188—1230).
- Діти:
  - Санча (1191—1243) — леонська інфанта.
  - Фердинанд (1192/1193—1214) — леонський інфант, спадкоємець трону; помер у дитинстві.
  - Дульса (1193/1194—1248) — леонська інфанта.